# Bijverkoop
Bijverkoop (Engels: up-selling) is een verkooptechniek waarbij de verkoper grotere winst of omzet probeert te halen door de koper een duurder of uitgebreider product of pakket te verkopen dan dat de koper oorspronkelijk van plan was. Cross-selling is een verkooptechniek waarbij de verkoper grotere winst probeert te halen door bij verkoop een extra, complementair, product aan te bieden. Zo zullen veel webwinkels na de aankoop van een printer voorstellen om alvast ook al een paar bijhorende inktpatronen aan te kopen. 